# مارجولين بويس
مارجولين بويس المولودة في الحادي عشر من كانون الثاني عام 1988، هي لاعبة هولندية متقاعدة تلعب التنس على كرسي متحرك فازت بويس بثمانية عشر لقبًا في البطولات الفردية واثنان وخمسون لقبًا فيالمسابقات الزوجية، كما حصلت على الميدالية الذهبية في مسابقة زوجي السيدات مع شريكتها ايستر فيرغر بالإضافة إلى فوزها في ست مسابقات زوجية في بطولات الجراند سلام. وفي عام 2016 حصلت بويس على أول لقب في مسابقة جراند سلام الفردية وذلك في بطولة فرنسا المفتوحة وخلال مسيرتها المهنية كان ترتيبها الأولى عالمياً في المسابقات الزوجية والثالثة في المسابقات الفردية.

## البطولات الفردية
- الألقاب التي أحرزتها: 18 .[1]

- أعلى ترتيب حصلت عليه: الثالث، 21 أيار 2012 .
- الترتيب الحالي: الخامس، 9 تموز 2018 .

## نتائج جراند سلام الفردي
- بطولة استراليا المفتوحة: (2011 2016).SF
- بطولة فرنسا المفتوحة: (2016).W - 2012 - 2013
- ويمبلدون: (2016).SF
- بطولة الولايات المتحدة المفتوحة: (2013 - 2014).SF

## بطولات أخرى
- ماسترز: الثالثة في 2013 .
- الألعاب الخاصة بذوي الاحتياجات الخاصة: 2012 QF.

## المسابقات الزوجية
- الألقاب التي حصلت عليها خلال مسيرتها المهنية: 52 .[1]
- أعلى ترتيب حصلت عليه: الأول في 2012 .
- الترتيب الحالي: الثانية عالمياً في في 9 تموز 2018 .

## نتائج مسابقات جراند سلام الزوجية
- بطولة أستراليا المفتوحة: (2016 – 2018).W
- بطولة فرنسا المفتوحة: (2012).W
- ويمبلدون: (2017).F
- بطولة الولايات المتحدة المفتوحة: (2017).W

## بطولات زوجية أخرى
- ماسترز زوجي: (2017-2018).W
- البطولات الخاصة بذوي الاحتياجات الخاصة:   - ميدالية ذهبية عام 2012 .           - ميدالية فضية عام 2016 .

## ولادتها وحياتها
ولدت مارجولين في نيميغن في هولندا، في سن الرابعة عشرة بدأت تعاني من مشاكل في المشي، حيث اتّضح بعدها أنها تعاني من اضطراب النسيج الضام وهو ما يعرف بمتلازمة (اهليرز دانلوسن) التي تؤثر على استقرار المفاصل. مما جعلها غير قادرة على ممارسة الرياضة كالأشخاص الطبيعيين.
وفي سن السابعة عشرة اكتشفت بويس لعبة التنس على كرسي متحرك. وفي عام 2010 تخرجت من مجال العمل الاجتماعي وأصبحت لاعبة تنس متفرغة بدوام كامل، بعد ذلك تأهلت لدورة الألعاب لذوي الاحتياجات الخاصة في لندن في عام 2012 حيث وصلت إلى دور ربع النهائي في البطولة الفردية وفازت بميدالية ذهبية في البطولة الزوجية مع شريكتها (ايستر فيرغر).
في دورة الألعاب (البرالمبية) الخاصة بذوي الاحتياجات الخاصة المقامة في ريو عام 2016 وصلت بويس مرة أخرى إلى دور ربع النهائي في البطولة الفردية كما حصلت هذه المرة على الميدالية الفضية في بطولة الزوجي مع شريكها (ديدي دي غروت).

## نتائج جراند سلام على كرسي متحرك

### * البطولة الفردية (لقب واحد)
| النتيجة | السنة | البطولة        | الارضية     | اللاعبة المنافسة | المجموعات التي احرزتها |
| الفائزة | 2016  | فرنسا المفتوحة | صلبة (فخار) | سابين اليربروك   | 6-3 6-4                |